# Габрієль Агбонлахор
Габріель Імуетінян «Гебі» Агбонлахор (англ. Gabriel Imuetinyan "Gabby" Agbonlahor; 13 жовтня 1986, Бірмінгем, Англія) — англійський футболіст нігерійсько-шотландського походження, нападник клубу «Астон Вілла» та збірної Англії.

## Досягнення
- Срібний медаліст Молодіжного кубку Англії: 2003/04
- Переможець Міжнародного футбольного турніру: 2005
- Молодий футболіст сезону «Астон Вілли»: 2006/07, 2007/08
- Молодий футболіст сезону «Астон Вілли» за версією футболістів: 2006/07, 2007/08
- Найкращий бомбардир «Астон Вілли»: 2006/07
- Гравець місяця англійської Прем'єр-ліги: листопад 2007